# Rudolf Pechel
Rudolf Pechel, né le 30 octobre 1882 à Güstrow en Allemagne, et mort le 28 décembre 1961 à Zweisimmen en Suisse, est un journaliste allemand et un résistant au nazisme.

## Biographie

### Jeunesse
Il est le fils du professeur de lycée Ludwig Pechel et de sa femme Elisabeth, née Firnhaber. Il fréquente le lycée de Güstrow et y passe son Abitur. Après le service militaire obligatoire accompli comme cadet de la marine, il entreprend des études de philosophie, d'allemand, d'anglais et d'économie aux universités de Göttingen et de Berlin où il obtient son doctorat en philosophie en 1908. Après plusieurs années de travail aux archives Goethe et Schiller à Weimar et d'écriture indépendante, il prend en 1911 la direction adjointe de la rédaction de la Deutsche Rundschau fondée par Julius Rodenberg en 1874 et travaille les années suivantes comme assistant au Musée de la Marche de Brandebourg et comme éditeur des « Echos Littéraires ».
Pendant la Première Guerre mondiale, Pechel sert dans le Corps des Marines en Région flamande et comme commandant d'une unité d'hydravions. En avril 1919, il devint rédacteur en chef de la Deutsche Rundschau, alors publiée par le Gebrüder Paetel Verlag et à partir de 1924 par sa propre maison d'édition.
Pechel a eu deux fils : Eberhard (surnommé Peter), né en 1920, et Jürgen, né en 1925. En 1938, il se marie une seconde fois avec Madleen Mayser, divorcée Fessmann.

### Un conservateur de droite
Pechel noue des contacts avec de nombreuses personnalités de divers camps politiques divers et se forge peu à peu des convictions personnelles. Son véritable foyer spirituel est le Juniklub (de) (Club de Juin) autour d'Arthur Moeller van den Bruck, le théoricien de la Révolution conservatrice. Une rencontre avec Adolf Hitler dès 1922 le mène à une critique croissante du national-socialisme naissant, idéologie qu'il finit par rejeter résolument.
L'un de ses amis les plus proches et membre des cercles d'auteurs de la Deutsche Rundschau est l'avocat, publiciste et homme politique Edgar Jung, qui, en tant que conseiller de Franz von Papen, tente d'influencer l'évolution politique. Jung est arrêté en 1934 pour ses idées dissidentes et abattu par les SS lors de la Nuit des Longs Couteaux. Pechel est, lui, surveillé par la Gestapo.
En 1936, il fait la connaissance du maire de Leipzig de l'époque, Carl Friedrich Goerdeler, qui devient dans les années suivantes un membre influent des cercles conservateurs opposés au régime nazi. Pechel met les pages de la Deutsche Rundschau à la disposition de Goerdeler pour des articles discrètement critiques, mais aussi ses bureaux et son appartement pour des entretiens avec d'autres opposants.
Pechel lui-même entretient également des liens avec des militaires tels que le colonel Siegfried Wagner et le général Friedrich Olbricht, qui seront les cerveaux du Complot du 20 juillet 1944. Il compte aussi des amis dans l'Abwehr qui lui fournissent une aide pour ses voyages à l'étranger. Pechel voyage principalement en Suisse, en France et en Angleterre. Il rencontre des politiciens émigrés et des journalistes expulsés, et avertit à plusieurs reprises ses interlocuteurs étrangers des préparatifs de guerre d'Hitler.
Avec le soutien de Karl Haushofer, Pechel reste au Sénat de l'Académie allemande de Munich après 1933. Cependant, il se retire du « Volksdeutscher Rat » chargé de la protection des intérêts allemands à l'étranger, puisque cet organisme devient progressivement un instrument national-socialiste de développement de la politique de l'espace vital.

### Résistance journalistique
Les articles de Pechel dans la Deutsche Rundschau procèdent à une critique camouflée du régime nazi, en jouant sur les ambiguïtés et les références historiques. Pechel ne manque pas une occasion d'attaquer et de ridiculiser le personnel nazi et ses structures dans des comparaisons historiques, souvent citées à l'aide d'auteurs plus anciens, comme quand il met en garde contre un nouvel engagement dans l'hystérie guerrière en utilisant des textes de Montesquieu et de Marc Aurèle, ou usant de la satire quand il souligne qu'en Angleterre il y a un ministre de la guerre qui a le sens des proportions et peut même écrire des livres, ou lorsqu'il écrit sur Robespierre alors qu'il parle en fait d'Hitler. Son article intitulé Sibérie, paru dans la Deutsche Rundschau en septembre 1937, suscite la méfiance du ministère de la Propagande, car la description et l'analyse de la terreur stalinienne qui y sont faites, sont en fait une critique déguisée du régime nazi.

### Emprisonnement, 1942-1945
En janvier 1942, Pechel publie un article critique sur la politique d'information allemande sous Goebbels : « Le ministre du Reich Dr Goebbels a déclaré que la politique actuelle de l'information allemande à l'intérieur et à l'étranger a un tel crédit qu'elle peut facilement se permettre un silence temporaire. » Cet article est non seulement lu dans un programme étranger de la BBC, mais est également imprimé dans un journal suisse. Cette « trahison » conduit à l'arrestation de Pechel le 8 avril 1942 et son emprisonnement au centre de détention principal du RSHA. La Deutsche Rundschau est interdite peu après. Le 28 mai 1942, il est envoyé au camp de concentration de Sachsenhausen, et maintenu à l'isolement dans l'obscurité pendant plus de deux mois.
En juin 1944, Pechel est envoyé au camp de concentration de Ravensbrück. Le chef d'une commission spéciale de la Gestapo, Herbert Lange, a organisé ce transfert afin de lui extorquer des aveux incriminant Ludwig Beck et Carl Goerdeler, et en espérant également mettre à jour des contacts de Pechel avec des organisations d'opposition.
Après l'échec de la tentative de coup d'État du 20 juillet 1944, les conditions de détention de Pechel sont durcies. Entre-temps, sa femme est visée par la Gestapo parce qu'elle est en contact avec le communiste Franz Jacob (de), caché illégalement à Berlin. Elle est arrêtée et condamnée le 12 octobre 1944 à six ans de prison et incarcérée à la prison de Waldheim (en), d'où elle ne sort qu'à la fin de la guerre.
Rudolf Pechel est transféré au Bureau principal de la sécurité du Reich puis à la prison de Tegel, durement touchée lors d'un raid aérien, puis à la prison de Berlin-Moabit. Fin décembre, il reçoit l'acte d'accusation du procureur général du Reich près le tribunal populaire pour trahison et faveur envers l'ennemi. On y évoque ses contacts avec Carl Goerdeler et une discussion sur la possibilité d'un accord de paix avec l'Angleterre qui a eu lieu en janvier 1942 au domicile du généraloberst Kurt von Hammerstein, décédé peu de temps après.
Contre toute attente, le 1er février 1945, Rudolf Pechel est acquitté faute de preuves par le Tribunal populaire présidé par Roland Freisler car il ne peut être prouvé qu'il était au courant des projets de Goerdeler. Néanmoins, il est ramené à la prison de Moabit et transféré au camp de concentration de Sachsenhausen. Il reçoit un nouveau numéro de prisonnier et travaille au bureau de poste des prisonniers. Son fils aîné Eberhard (Peter), muté au haut commandement de l'armée à Berlin avec le grade de capitaine, entreprend des démarches pour le faire libérer : après une visite personnelle au chef de la Gestapo Heinrich Müller le 11 avril 1945, son père est libéré et autorisé à rejoindre Güstrow. Deux semaines plus tard, la ville est occupée par l'Armée rouge.
À Güstrow, Rudolf Pechel dirige pendant quelques semaines un centre de soins pour prisonniers politiques libérés, puis retourne dans le Berlin détruit.

### Après 1945

#### Cofondateur de la CDU
Le 10 mai 1945, la puissance occupante soviétique autorise la création de partis « démocratiques antifascistes ». Après le Parti communiste d'Allemagne et le Parti social-démocrate d'Allemagne, l'Union chrétienne-démocrate d'Allemagne de Berlin est fondée en juin 1945. Rudolf Pechel en est l'un des fondateurs, aux côtés d'Andreas Hermes, Jakob Kaiser, Ferdinand Sauerbruch et Ferdinand Friedensburg.

#### Retour au journalisme
Rudolf Pechel reprend son travail comme rédacteur en chef du quotidien Neue Zeit, organe de la CDU. Le 1er septembre 1945, il devient rédacteur en chef, mais démissionne au bout de quelques mois car il ne se reconnaît pas dans la ligne suivie par la CDU et dans l'évolution politique en zone d'occupation soviétique.
Dès avril 1946, Rudolf Pechel publie à nouveau la Deutsche Rundschau à Berlin sous licence de la force d'occupation britannique. Comme le gouvernement militaire britannique ne peut plus fournir le quota de papier requis pour le magazine, Pechel transfère la rédaction à Stuttgart en septembre 1948. Entre-temps, il écrit le livre Résistance allemande, l'une des premières descriptions des mouvements dirigés contre Hitler et le régime nazi.
Après la guerre, Pechel se consacre à l'analyse des besoins urgents du présent, au problème des personnes déplacées, à l'impérialisme soviétique croissant, aux rassemblements de nazis, à l'escalade de la guerre froide et à l'étendue de la Shoah qui est progressivement dévoilée.
L'article Land im Dunkeln (Pays dans l'obscurité) publié dans la Deutsche Rundschau en mars 1950 fait référence aux méthodes répressives utilisées après 1945 dans la zone d'occupation soviétique avec la même sévérité et les mêmes objectifs qu'avant 1945. En 1947, avec d'autres, il refuse de continuer à travailler au PEN Club d'Allemagne tant que des communistes comme Stefan Heym, qui justifient de tels moyens et méthodes, y travaillent. En parallèle, il dénonce aussi ceux qui utilisent les structures démocratiques nouvellement développées pour former un nouveau réseau nazi à un stade précoce. Ses publications d'après-guerre tendent à reconnaître les évolutions positives de l'Allemagne, comme les signaux de l'intégration européenne, le rapprochement franco-allemand, et le développement des associations ouvrières catholiques.

## Distinctions
- 1952 : Grand-croix de l'Ordre du Mérite de la République fédérale d'Allemagne
- 1952 : Président honoraire de l'Académie allemande de langue et de poésie
- 1957 : Doctorat honoris causa de la faculté de philosophie de l'Université libre de Berlin

## Ouvrages
- Deutsche Gegenwart. Aufsätze und Vorträge 1945-1952. Stichnote Verlag, Darmstadt 1953.
- Zwischen den Zeilen. Der Kampf einer Zeitschrift für Freiheit und Recht. Aufsätze von Rudolf Pechel 1932–1942. Wiesentheid 1948.
- Französische Rheinpolitik in amerikanischer Beleuchtung. Ausgewählte Stücke aus dem Tagebuch des Oberkommandierenden der amerikanischen Besatzungstruppen Henry T. Allen. Berlin (Reimar Hobbing) 1925.
- Rokoko. Das galante Zeitalter in Briefen - Memoiren - Tagebüchern. Gesammelt von Rudolf Pechel. Eingeleitet von Felix Poppenburg. Deutsches Verlagshaus. Berlin u. a. 1913.
- Deutsche Rundschau. Acht Jahrzehnte deutsches Geistesleben. Rütten & Loening. Hamburg 1961.
- Deutscher Widerstand. Herausgegeben von Rudolf Pechel. Zürich 1947.
- Deutschenspiegel. Berlin-Wedding 1946.
- Wir sind nicht allein. Deutsche Verlagsanstalt 1949.

## Sources
- Heidrun Ehrke-Rotermund: Hitler - ein Massenbetrüger. Bilder als Medium der „Verdeckten Schreibweise“ in Rudolf Pechels Buchbesprechung „Lob des Scharlatans“ (1938). In: Jahrbuch der Deutschen Schillergesellschaft. Jg. 56, 2012, p. 227-258.
- Heidrun Ehrke-Rotermund: Rudolf Pechel und Wilmont Haacke – zwei Intellektuelle im „Dritten Reich“ oder: Vom „guten Bekannten“ zur Unperson. In: Euphorion. Zeitschrift für Literaturgeschichte. Hrsg. von Wolfgang Adam. Bd. 108, 2014, H. 4, p. 417-448.
- Andreas Herbst: Pechel, Rudolf. In: Wer war wer in der DDR? 5. Ausgabe. Band 2. Ch. Links, Berlin 2010  (ISBN 978-3-86153-561-4).
- Volker Mauersberger: Rudolf Pechel und die „Deutsche Rundschau“. Eine Studie zur konservativ-revolutionären Publizistik in der Weimarer Republik (1918-1933) (= Studien zur Publizistik. Band 16). Schünemann, Bremen 1971  (ISBN 3-7961-3023-2).
- Volker Mauersberger: „Zwischen den Zeilen“?  Rudolf Pechel und sein publizistischer Kampf für Freiheit und Recht. In   Christoph Studt: „Diener des Staates“ oder „Widerstand zwischen den Zeilen“? Die Rolle der Presse im ‚Dritten Reich‘. XVIII. Königswinterer Tagung Februar 2005. Lit, Berlin 2007 (Schriftenreihe der Forschungsgemeinschaft 20. Juli, Bd. 8.)
- Erwin Rotermund: Tarnung und Absicherung in Rudolf Pechels Aufsatz „Sibirien“ (1937). Eine Studie zur „verdeckten Schreibweise“ im „Dritten Reich“. In: Textkritik und Interpretation. Festschrift für Karl Konrad Polheim zum 60. Geburtstag. Hrsg. von Heimo Reinitzer. Bern/Frankfurt a. M./New York/Paris 1987, p. 417-438.
- Sigrid Schneider: Pechel, Rudolf Ludwig August Martin. In: Neue Deutsche Biographie (NDB). Band 20, Duncker & Humblot, Berlin 2001  (ISBN 3-428-00201-6), p. 150 et suiv.